# Liste der Geotope im Landkreis Rottal-Inn
Diese Liste enthält 21 Geotope des Niederbayerischen Landkreises Rottal-Inn in Bayern.
Die Liste enthält die amtlichen Bezeichnungen für Namen und Nummern des Bayerischen Landesamt für Umwelt (LfU) sowie deren geographische Lage. Diese Liste ist möglicherweise unvollständig. Im Geotopkataster Bayern sind etwa 3.400 Geotope (Stand März 2020) erfasst. Das LfU sieht einige Geotope nicht für die Veröffentlichung im Internet geeignet. Einige Objekte sind zum Beispiel nicht gefahrlos zugänglich oder dürfen aus anderen Gründen nur eingeschränkt betreten werden.
| Name                                                 | Bild           | Geotop ID | Gemeinde / Lage          | Geologische Raumeinheit | Beschreibung | Fläche m² / Ausdehnung m | Geologie                                                               | Aufschlussart          | Wert               | Schutzstatus            | Bemerkung                       |
| ---------------------------------------------------- | -------------- | --------- | ------------------------ | ----------------------- | --- | ------------------------ | ---------------------------------------------------------------------- | ---------------------- | ------------------ | ----------------------- | ------------------------------- |
| Muschelschillbergwerk Hinterholz                     |                | 277A001   | Simbach am Inn Position  | Isar-Inn-Hügelland      | Die ober- und unterirdischen Aufschlüsse am Antersdorfer Bach beim ehemaligen Muschelschillbergwerk Hinterholz sind die Typlokalität des Schillhorizonts der Oncophoraschichten (Brackwassermolasse). Der Schillhorizont wurde zwischen 1913 und 1965 in vielen kleinen Hühnerfutterbergwerken abgebaut. Die Schalenbruchstücke wurden gewaschen und als Hühnerfutterzuschlag verwendet, um die Schalenbildung der Eier zu verbessern. Der bis zu 40 cm mächtige Schillhorizont besteht hauptsächlich aus Muschelschalen. Er dient als Leithorizont und trennt die Mehlsande von den Glimmersanden. Die Aufschlüsse sind etwas verstürzt. | 100 20 × 5               | Typ: Typlokalität, Tierische Fossilien, Schichtfolge Art: Sand         | Kiesgrube/Sandgrube    | besonders wertvoll | kein Schutzgebiet       |                                 |
| Ehemalige Kiesgrube bei Kraham S von Johanniskirchen |                | 277A009   | Johanniskirchen Position | Isar-Inn-Hügelland      | In der heute aufgelassenen Kiesgrube wurden früher verwitterte Schotter abgebaut, die im Gegensatz zum Nördlichen Vollschotter völlig entkalkt sind, aber die im Gegensatz zu den Quarz-Restschottern noch mürbe Kristallingerölle und kieselige Sedimente enthalten (Steinebacher Fazies). Als Ausgangsmaterial lassen sich die Nördlichen Vollschotter unschwer erkennen. Die nach Ende des Abbaus verbliebenen und noch nicht verstürzten Aufschlussbereiche sind schlecht zugänglich. | 65 65 × 1                | Typ: Gesteinsart Art: Kies                                             | Steinbruch             | bedeutend          | kein Schutzgebiet       |                                 |
| Ehemalige Sandgrube in der Lugenz ENE von Birnbach   |                | 277A010   | Bad Birnbach Position    | Isar-Inn-Hügelland      | Unter der Oberkante der ehemaligen Kiesgrube liegt ein ca. 1,5 m mächtiges Quarzkonglomerat. Dieses ist in der Region weit verbreitet und bewirkte die Entstehung der Hochfläche der Lugens. | 240 80 × 3               | Typ: Gesteinsart, Fossiler Boden Art: Quarzkonglomerat, Kies           | Kiesgrube/Sandgrube    | bedeutend          | kein Schutzgebiet       |                                 |
| Kiesgrube NE von Amsham                              |                | 277A011   | Egglham Position         | Isar-Inn-Hügelland      | In der Kiesgrube ist unter der Bodendecke zunächst Lößlehm und dann der etwa 1–2 m mächtige Quarzkonglomerathorizont aufgeschlossen (in einzelne Blöcke zerbrochen). Darunter folgen die Kiese der Quarzrestschotter. Kieshorizonte und sandigere Lagen zeigen einen engräumigen Wechsel. In unterschiedlichem Ausmaß wurde Eisen- und Manganhydroxid ausgeschieden. Dabei ist der obere Bereich des Kieskörpers bräunlich und gelblich gefärbt, während die unteren Meter auffallend hell erscheinen. | 1000 50 × 20             | Typ: Schichtfolge Art: Quarzkonglomerat, Kies                          | Kiesgrube/Sandgrube    | wertvoll           | kein Schutzgebiet       |                                 |
| Hohlweg NW von Dötling                               |                | 277A013   | Simbach am Inn Position  | Isar-Inn-Hügelland      | Der imposante Hohlweg, mit bis zu 5 m hohen steilen Wänden, erschließt ein Profil durch die Oncophora-Schichten, Sedimente der Brackwassermolasse. Der untere Teil liegt in Mehlsanden (mind. 8 m mächtig). Kurz nachdem der Weg nach S abbiegt ist der Muschelschillhorizont (1 – 2 dm) zu sehen, darüber folgen mind. 10 m Glimmersand. Am Waldrand SE des Hohlwegs sind an einem Hanganriss (neben einer Fliesenlagerfläche) die unterlagernden Blättermergel der Oberen Meeresmolasse angeschnitten. | 2000 500 × 4             | Typ: Schichtfolge, Gesteinsart, Hohlweg, Tierische Fossilien Art: Sand | Grube/Kanal/Hohlweg    | wertvoll           | kein Schutzgebiet       |                                 |
| Muschelschill-Bergwerk Steghub                       |                | 277G001   | Simbach am Inn Position  | Isar-Inn-Hügelland      | Der Stollen in Steghub zeugt von der regen Bergbautätigkeit auf Kalkschalen im Raum Simbach in der ersten Hälfte des 20. Jahrhunderts. In vielen kleinen Bergbauen wurde der bis zu 40 cm mächtige Schillhorizont aus Muschelschalen aus den Oncophora-Schichten (Brackwassermolasse) zur Verwendung als Zuschlagsstoff für Hühnerfutter abgebaut. Das Stollenmundloch ist teilweise vermaürt, die Eingangsstrecke mit Beton verschalt. Nach der verschalten Strecke ist der Stollen verstürzt. Ein großer Tagbruch oberhalb (Foto 4) soll noch in Bewegung sein.                                                                         | 9 3 × 3                  | Typ: Stollen, Tierische Fossilien Art: Sand                            | Tunnel/Stollen/Schacht | bedeutend          | Naturdenkmal            |                                 |
| Blockstrom Kaser Steinstube SW von Voglarn           | weitere Bilder | 277R001   | Triftern                 | Isar-Inn-Hügelland      | Der eindrucksvolle Blockstrom der Kaser Steinstube beginnt unterhalb des in große Platten zerbrochenen, am Rand der Hochfläche anstehenden Quarzkonglomerat-Horizontes und zieht sich über mehr als 100 m Länge hangabwärts. Er ist von einem temporären Bach durchflossen. Teilweise türmen sich die Quarzkonglomerat-Blöcke übereinander und bilden kleine Überdeckungshöhlen. Die Bildung des Blockstroms erfolgte im Pleistozän zu Zeiten erhöhter Erosion und Bodenfließens im Periglazialraum. | 800 80 × 10              | Typ: Blockstrom Art: Quarzkonglomerat                                  | Block                  | wertvoll           | Naturdenkmal            | Bayerns schönste Geotope Nr. 53 |
| Krokodilfelsen E von Landerham                       |                | 277R002   | Bad Birnbach Position    | Isar-Inn-Hügelland      | Dieser Quarzkonglomeratblock, der von Südosten betrachtet eine krokodilähnliche Gestalt aufweist, bildet auf freiem Feld gelegen eine weithin sichtbare Landmarke. Der Block ist Rest einer ehemals weiter verbreiteten Konglomeratdecke und ist vermutlich im Pleistozän innerhalb einer Solifluktionsdecke von seinem ursprünglich höher gelegenen Standort abgeglitten. Der Block zeigt, wie in der Quarzkonglomeratbank häufig, einen Korngrößenwechsel von Kies (Konglomerat) zu Sand (Sandstein). | 21 7 × 3                 | Typ: Felsblock Art: Quarzkonglomerat                                   | Block                  | bedeutend          | Naturdenkmal            |                                 |
| Quarzkonglomeratblöcke in Unterhitzling              |                | 277R003   | Bad Birnbach Position    | Isar-Inn-Hügelland      | In Unterhitzling finden sich mehrere große Quarzkonglomeratblöcke, die den Rest einer Solifluktionsdecke darstellen. Am Top der Quarzrestschotter bildete sich noch im Tertiär eine 1 – 3 m mächtige quarzitische Konglomeratdecke aus. Infolge von Erosion und Ausfließen der unterlagernden Schotter, Zerbrechen der Quarzkonglomeratdecke und Abgleiten der Blöcke während des Pleistozäns liegen die Blöcke heute unterhalb des Anstehenden auf sekundärer Lagerstätte. | 24 6 × 4                 | Typ: Felsblock Art: Quarzkonglomerat                                   | Block                  | bedeutend          | kein Schutzgebiet       |                                 |
| Blockstrom mit Hitzlinger Bach N von Unterhitzling   |                | 277R004   | Bad Birnbach Position    | Isar-Inn-Hügelland      | Das mäandrierende Bachbett des Hitzlinger Baches wird von zahlreichen Blöcken aus Quarzkonglomerat begleitet. Bei stärkerer Wasserführung bildet der Bach an steileren Passagen kleine Wasserfälle. Die Blöcke sind Zeugen einer pleistozänen Solifluktionsdecke. Die Blöcke entstammen der am Oberhang ausstreichenden Quarzkonglomeratbank und sind durch Erosion und Hangabgleiten an ihren jetzigen Standort gelangt. Ausspülen des Feinmaterials hat die Blöcke im Bachbett freigelegt. | 4000 200 × 20            | Typ: Blockstrom Art: Quarzkonglomerat                                  | Block                  | bedeutend          | kein Schutzgebiet       |                                 |
| Felsblock Heldenstein bei Maierhof N von Simbach     |                | 277R005   | Simbach am Inn Position  | Isar-Inn-Hügelland      | Der Heldenstein ist ein Quarzkonglomeratblock auf sekundärer Lagerstätte. Im Gestein ist der Übergang von Quarzkonglomerat zu quarzitischem Sandstein zu erkennen. Der Block ist durch Hangabgleiten auf seinen jetzigen Standort geraten. Er ist Rest einer im Miozän im Top des Quarzrestschotters gebildeten quarzitischen Konglomeratdecke. Die Umlagerung erfolgte hauptsächlich während des Pleistozäns. Der Block ist mit einer Gedenktafel aus Granit versehen worden. | 9 3 × 3                  | Typ: Felsblock Art: Quarzkonglomerat                                   | Block                  | bedeutend          | Naturdenkmal            |                                 |
| Felsblock SE von Niedereck                           |                | 277R006   | Simbach am Inn Position  | Isar-Inn-Hügelland      | Der große Quarzkonglomeratblock am westlichen Bachufer ist Rest einer in höheren Lagen noch anstehenden Quarzkonglomeratdecke. Durch Abgleiten am Hang ist er in seine heutige Position gelangt. Quarzkonglomeratblöcke auf sekundärer Lagerstätte sind im Landkreis häufiger zu finden. Die Umlagerung erfolgte hauptsächlich in Kaltzeiten des Pleistozäns durch Bodenfließen. | 16 4 × 4                 | Typ: Felsblock Art: Quarzkonglomerat                                   | Block                  | bedeutend          | Naturdenkmal            |                                 |
| Blockstrom in der Eckinger Klamm SW von Ecking       |                | 277R007   | Triftern Position        | Isar-Inn-Hügelland      | Am Eckinger Bach findet sich ein Blockstrom aus Quarzkonglomerat mit im oberen Bereich des Baches eindrucksvoll übereinander getürmten Blöcken. Die Blockstrombildung erfolgte im Pleistozän unter periglazialen Bedingungen. Durch Frostverwitterung und Erosion aus dem Verband gelockerte Konglomeratblöcke glitten auf Solifluktionsdecken talwärts (Bodenfließen). Die Freilegung erfolgte durch Erosion des Feinmaterials im Bereich von Wasserläufen. | 5000 200 × 25            | Typ: Blockstrom, Kerbtal Art: Quarzkonglomerat                         | Block                  | wertvoll           | Landschaftsschutzgebiet |                                 |
| Tal mit Blockstrom SE von Pelkering                  |                | 277R008   | Triftern Position        | Isar-Inn-Hügelland      | Im Bereich des schluchtartigen Bacheinschnittes bilden Blöcke aus Quarzkonglomerat einen Blockstrom. Am oberen Hang des Tals steht das Quarzkonglomerat mit einer 2 m hohen Steilstufe an. Durch Erosion und Herausfließen der unterlagernden Quarzrestschotter entsteht eine Hohlkehle, die ein Nachbrechen und Abgleiten weiterer Quarzkonglomeratblöcke hervorruft. Die im pleistozänen Periglazialraum angelegte Blockstrombildung kann so bei rezent in geringerem Ausmaß weiter voranschreiten. | 800 80 × 10              | Typ: Blockstrom, Kerbtal, Gesteinsart Art: Quarzkonglomerat            | Block                  | wertvoll           | Landschaftsschutzgebiet |                                 |